# 레오나르도 남
레오나르도 남(Leonardo Nam, 1979년 11월 ~ )은 아르헨티나에서 태어난 한국계 호주인 배우이다.

## 출연 작품
- 밴티지 포인트 - 케빈 크로스 역
- 그는 당신에게 반하지 않았다
- 퍼펙트